# Västergötlands runinskrifter 103

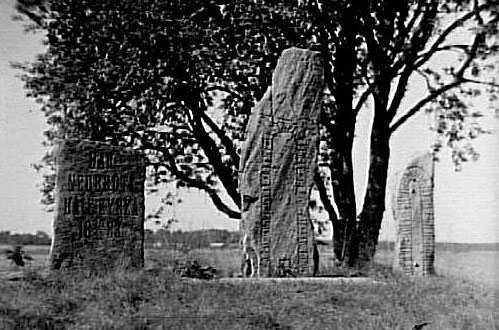
Vg 102 och Vg103, år 1937

Runinskrift Vg 103 är inristad i en vikingatida runsten. Stenen är rest på Håles gamla kyrkruin i Håle socken, Åse härad, Grästorp.

## Stenen
Runstenen är 145 cm hög runsten av gnejs.
Runstenen stod som grundstolpe i norra kyrkogårdsporten. När kyrkan revs 1883 restes stenen på sin nuvarande plats tillsammans med en minnestavla över kyrkan.
Ristningen är daterad till ca 980-1015.

## Inskrifter
Translitterering av runraden:
: auþkil : uk : suin : karþu : kuml : þusi : ʀftiʀ : oskut : hlu : faþur :: sin : kuþan : þʀkn :
Normalisering till runsvenska:
Auðkell ok Svæinn gærðu kumbl þausi æftiʀ Asgaut hlu, faður sinn, goðan þegn.
Översättning till nusvenska:
Ödke och Sven gjorde detta minnesmärke efter Åsgöt ”hlu”, sin fader, en god tägn